# Duje Pejković
Duje Pejković (Split, 19. svibnja 1998.), hrvatski je vaterpolist. Igra za  VK Jadran Split. 
Visok je 193 cm i težak 107 kg.
Bio je kapetan hrvatske reprezentacije do 18 godina starosti koja je na svjetskom prvenstvu u Podgorici osvojila zlatno odličje.

## Vanjske poveznice
- Duje Pejković na Instagramu
- Duje Pejković na Facebooku